# 卡赫塔

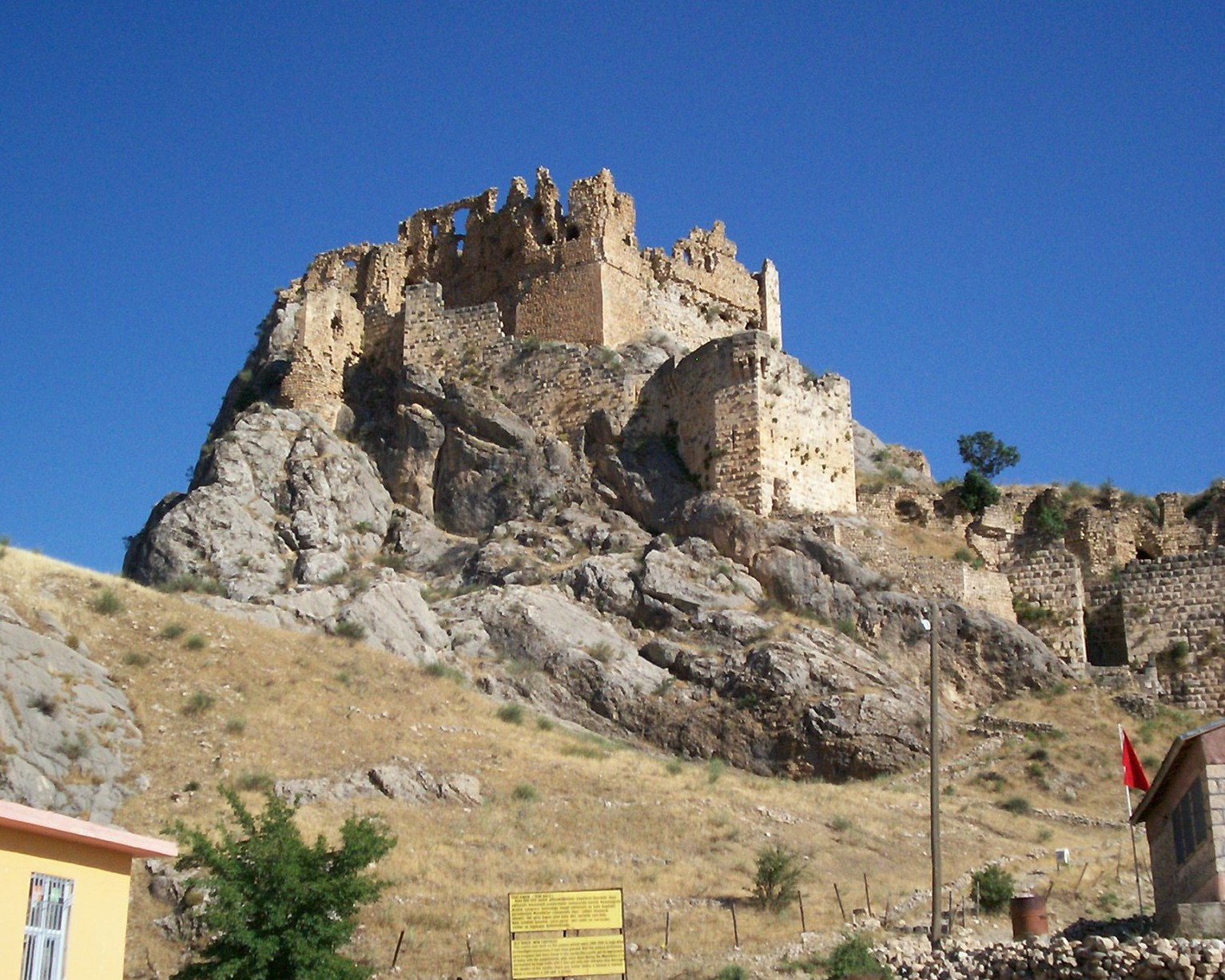
位於卡赫塔的堡壘遺跡

卡赫塔（Kâhta）是土耳其的城鎮，由阿德亞曼省負責管轄，位於該國東南部內姆魯特山腳，毗鄰尚勒烏爾法，面積1,359平方公里，海拔高度629米，2010年人口63,216。
37°46′49″N 38°37′18″E / 37.7803°N 38.6217°E